# Blackwood (gruppo musicale)
I Blackwood sono stati un gruppo italiano di musica dance, nato sul finire degli anni ottanta dal produttore Toni Verde, compositore insieme a Marascia, Alex Natale, Robert Armani, Sandro Murru e la paroliera e cantante Taborah Adams.

## Storia del gruppo
I primi singoli pubblicati con il nome di Blackwood all'inizio degli anni novanta sono I Feel You e I've Got To Have U, interpretati dalla cantante Joanne Brown. La scalata al successo prosegue con la nuova voce di Taborah Adams nei singoli One Night e nella hit All I Gave To You. Il singolo scala le classifiche dance europee e canadesi, ottenendo perfino un disco di platino in Portogallo.
Nel 1996 esce il primo album In The City da cui saranno estratti i singoli che porteranno il gruppo Blackwood ad una grandissima popolarità anche in Italia. Ride on the Rhythm raggiungerà l'ottava posizione fra i singoli più ascoltati del 1997 e resterà per sette settimane consecutive al numero uno della Deejay Parade, di Radio Deejay. Grande riscontro anche per My Love For You che come il singolo precedente otterrà il disco d'oro. La notorietà raggiunta dal gruppo porterà i Blackwood persino ad esibirsi al Festival di Sanremo del 1997. Contaminazione flamenca con la collaborazione di Claudio Deoricibus nel brano che dà il nome all'album In The City.
Nel 1997 è pubblicato l'album I Am da cui sarà estratto l'omonimo singolo, ultima produzione con Taborah Adams al microfono.
Nell'ottobre del 1997 entra a far parte del gruppo la cantante Sheila Horne Brody che in poco tempo contribuisce alla conquista della scena musicale europea dei Blackwood. Nel 1998 esce Friday Night, da cui saranno estratti i singoli Peace, Friday Night e I Miss You. La discografia dei Blackwood si chiude nel 1999 con il singolo You're The One cantato dall'ultima voce del gruppo, Rosemary.

## Discografia

### Album
- 1996 - In The City
- 1997 - I Am
- 1998 - Friday Night

### Singoli
- 1992 - I Feel You
- 1992 - I've Got To Have U
- 1993 - All I Gave To You
- 1994 - One Night
- 1995 - Just Take Me Away
- 1996 - Ride on the Rhythm
- 1997 - My Love For You
- 1997 - I Am (The Remixes)
- 1997 - I Miss You
- 1998 - Peace
- 1998 - Friday Night
- 1999 - You're The One

### E.P.
- 1993 - I Can't Forget U Boy / The Key To Knowledge
- 1993 - All I Gave To You / I Won't Let You Down (feat. 2 Boys)
- 1994 - Open Up Your Heart / All I Gave To You (feat. Marquise)